# Michele Manzo
Michele Manzo (Napels, 31 juli 1785 – Chieti, 7 maart 1856) was een prelaat in het koninkrijk der Beide Siciliën. Hij was aartsbisschop van Syracuse en vervolgens aartsbisschop van Chieti-Vasto. Manzo was een aanhanger van het Bourbonregime dat heerste over de Beide Siciliën.

## Levensloop
Manzo groeide op in Napels, waar hij in 1809 tot priester werd gewijd. Na de val van het Napoleontisch bestuur in het koninkrijk Napels werd Manzo een hoveling van het huis Bourbon. Het huis Bourbon kwam terug op de troon, in het kader van de Restauratiepolitiek in Europa.

### Aartsbisschop van Syracuse
In 1844 verhuisde Manzo naar Syracuse op Sicilië om de aartsbisschoppelijke troon in te nemen. Het bisdom Syracuse werd verheven tot aartsbisdom. De troon stond al jaren vacant na de dood van Giuseppe Amorelli in 1840. De reden was politieke onrust in Syracuse. Koning Ferdinand II had Syracuse al in 1837 gestraft door het de status van provinciehoofdstad af te nemen. Er moesten evenwel nog twee stappen genomen worden voor Manzo: 1° Ferdinand II verleende hem in 1845 de graad van doctor in de theologie aan de Universiteit van Napels Federico II. 2° In Rome schonk kardinaal Pietro Ostini hem de bisschopswijding (1845). Ferdinand II eiste orde in het rumoerige Syracuse. Zijn hoveling Manzo diende dit op te lossen (1845).
Tijdens zijn episcopaat brak in 1848 de Siciliaanse revolutie uit. Syracuse deed onmiddellijk mee met de revolutionairen. Het koninkrijk Sicilië (1848-1849) scheurde zich af van de Beide Siciliën en het huis Bourbon. Nadat het Bourbonregime haar macht hersteld had (1849) schreef Manzo een scherpe herderlijke brief. Het was een tirade tegen de revolutionairen. Hij veroordeelde de revolutionairen als goddelozen die in klieken rondtrekken met dolken. Hij ging tekeer tegen elkeen die ‘gezag en wet verwerpt en te koop loopt met de vrijheid van gedachte, van gewoonte en de vrijheid van geweten’.  Naast deze steun voor het huis Bourbon waren Manzo’s opinies in lijn met deze van paus Pius IX, die de Restauratiepolitiek steunde. 
In 1852 werd Manzo opgevolgd door Angelo Robino, die eveneens een getrouwe was van het Bourbonregime.

### Aartsbisschop van Chieti-Vasto
Manzo keerde naar het Italiaanse vasteland terug in 1852, waar paus Pius IX hem de aartsbisschoppelijke troon van Chieti toewees. Een jaar later nam Manzo er het bestuur bij van het bisdom Vasto. Dit bisdom werd in dezelfde beweging verheven tot aartsbisdom. Manzo propageerde in dit samengevoegd kerkelijk gebied het dogma van de Onbevlekte Ontvangenis van Maria. Dit dogma was in 1854 afgekondigd door paus Pius IX. 
Manzo overleed in 1856. Bij testament gingen bezittingen van hem over naar liefdadigheidsinstellingen en missiewerken.